# Oleksandr Petriw
Oleksandr Swjatoslawowytsch Petriw (ukrainisch Олекса́ндр Святосла́вович Петрів; * 5. August 1974 in Lwiw, Ukrainische SSR) ist ein ukrainischer Sportschütze.

## Erfolge
Oleksandr Petriw nahm an den Olympischen Spielen 2008 in Peking im Wettbewerb mit der Schnellfeuerpistole über 25 m teil. Mit 580 Punkten gelang ihm die Qualifikation für die Finalrunde, die er mit 200,2 abschloss. Mit insgesamt 780,2 Punkten gelang ihm ein neuer olympischer Rekord, gleichzeitig wurde er vor Ralf Schumann und Christian Reitz Olympiasieger. Bei Weltmeisterschaften gewann er seine einzige Einzelmedaille im Jahr 2014 in Granada, als er Zweiter mit der Großkaliberpistole wurde. Außerdem gewann er in Mannschaftswettbewerben 2002 in Lahti Silber mit der Großkaliberpistole sowie 2006 in Zagreb und 2018 in Changwon jeweils Bronze mit der Standardpistole. 2014 wurde er sowohl im Mannschaftswettbewerb mit der Großkaliberpistole als auch mit der Standardpistole Weltmeister.